# Alena Buyx
Alena Michaela Buyx (prononcé en allemand : [aˈleːna mɪçaˈʔeːla ˈbʏks]), née le 29 septembre 1977, est une éthicienne médicale allemande. Elle est présidente du Conseil d'éthique allemand depuis 2020.

## Biographie
Alena Buyx a étudié la médecine, la philosophie et la sociologie à l'Université de Münster, à l'Université de York et à l'University College de Londres à partir de 1997, et y a obtenu un doctorat. De 2009 à 2012, elle a été directrice associée du Nuffield Council on Bioethics. Elle a terminé son habilitation à Münster en 2013. De 2012 à 2014, elle a dirigé le groupe DFG-Emmy Noether "Bioéthique et philosophie politique" à l'Université de Münster et a été chercheur principal en politique publique à l'University College London jusqu'en 2015.
Buyx est devenu professeur d'éthique médicale à l'Université de Kiel en 2014. En 2016, elle a été nommée membre du Conseil d'éthique allemand et en est devenue la présidente en 2020,. En 2018, elle devient professeur d'éthique en médecine et technologies de la santé à l'Université technique de Munich. En 2020, elle a été élue membre de l'Académie nationale allemande des sciences Leopoldina.
En 2021, dans le contexte de la pandémie de Covid-19, elle avertit du danger d'un allégement des restrictions tant qu'un nombre suffisant de personnes ne serait pas vacciné,, soulignant l'impossibilité d'évaluer sa dangerosité. Début 2023, elle avertit d'un possible sentiment de vengeance émanant des enquêtes sur la gestion de cette pandémie,,.

## Autres activités
- Université libre de Berlin, membre du conseil d'administration[11]
- Institut Max Planck pour l'intelligence biologique, membre du conseil d'administration[12]
- Institut Robert Koch (RKI), membre du conseil scientifique[13]
- Organisation mondiale de la santé (OMS), membre du Comité consultatif d'experts sur l'élaboration de normes mondiales pour la gouvernance et la surveillance de l'édition du génome humain (2019-2021)[14]

## Publications sélectionnées
- (en) Amelia Fiske, Peter Henningsen et Alena Buyx, « Your Robot Therapist Will See You Now: Ethical Implications of Embodied Artificial Intelligence in Psychiatry, Psychology, and Psychotherapy », Journal of Medical Internet Research, vol. 21, no 5,‎ 9 mai 2019, e13216 (ISSN 1438-8871, PMID 31094356, PMCID PMC6532335, DOI 10.2196/13216, lire en ligne, consulté le 14 janvier 2023)
- Anna Sierawska, Alexander Prehn-Kristensen, Vera Moliadze et Kerstin Krauel, « Unmet Needs in Children With Attention Deficit Hyperactivity Disorder—Can Transcranial Direct Current Stimulation Fill the Gap? Promises and Ethical Challenges », Frontiers in Psychiatry, vol. 10,‎ 16 mai 2019, p. 334 (ISSN 1664-0640, PMID 31156480, PMCID PMC6531921, DOI 10.3389/fpsyt.2019.00334, lire en ligne, consulté le 14 janvier 2023)
- (en) Gesine Richter, Christoph Borzikowsky, Wolfgang Lieb et Stefan Schreiber, « Patient views on research use of clinical data without consent: Legal, but also acceptable? », European Journal of Human Genetics, vol. 27, no 6,‎ juin 2019, p. 841–847 (ISSN 1018-4813 et 1476-5438, PMID 30683927, PMCID PMC6777530, DOI 10.1038/s41431-019-0340-6, lire en ligne, consulté le 14 janvier 2023)
- (en) Barbara Prainsack et Alena Buyx, « The value of work: Addressing the future of work through the lens of solidarity », Bioethics, vol. 32, no 9,‎ novembre 2018, p. 585–592 (ISSN 0269-9702 et 1467-8519, PMID 30226284, PMCID PMC6282965, DOI 10.1111/bioe.12507, lire en ligne, consulté le 14 janvier 2023)
- Amelia Fiske, Alena Buyx et Barbara Prainsack, « Health Information Counselors: A New Profession for the Age of Big Data », Academic Medicine: Journal of the Association of American Medical Colleges, vol. 94, no 1,‎ janvier 2019, p. 37–41 (ISSN 1938-808X, PMID 30095453, PMCID 6314498, DOI 10.1097/ACM.0000000000002395, lire en ligne, consulté le 14 janvier 2023)
- (en) Gesine Richter, Michael Krawczak, Wolfgang Lieb et Lena Wolff, « Broad consent for health care–embedded biobanking: understanding and reasons to donate in a large patient sample », Genetics in Medicine, vol. 20, no 1,‎ janvier 2018, p. 76–82 (DOI 10.1038/gim.2017.82, lire en ligne, consulté le 14 janvier 2023)
- (en) Jasper Littmann, Annette Rid et Alena Buyx, « Tackling anti-microbial resistance: ethical framework for rational antibiotic use », European Journal of Public Health, vol. 28, no 2,‎ 1er avril 2018, p. 359–363 (ISSN 1101-1262 et 1464-360X, DOI 10.1093/eurpub/ckx165, lire en ligne, consulté le 14 janvier 2023)
- B. Prainsack, A. Buyx : Solidarité en biomédecine et au-delà. Cambridge University Press, 2017.
- B. Prainsack, A. Buyx : Solidarité : Réflexions sur un concept émergent en bioéthique. 2011.